# Josef Schuster (Zentralratspräsident)

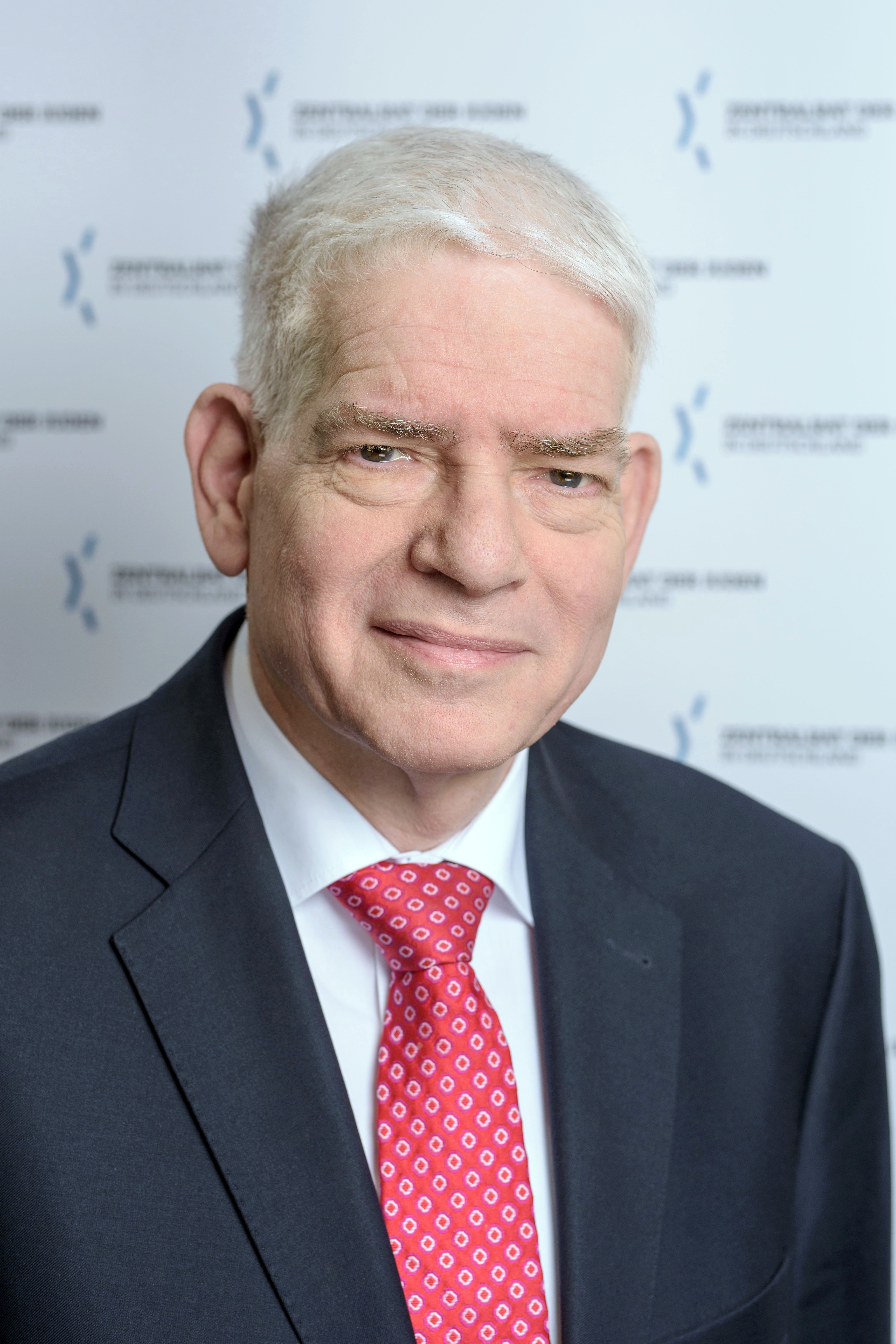
Josef Schuster, 2017

Josef Schuster (geboren am 20. März 1954 in Haifa, Israel) ist ein deutscher Internist und seit November 2014 Präsident des Zentralrates der Juden in Deutschland. Zugleich ist Schuster Vizepräsident des World Jewish Congress und des European Jewish Congress.

## Leben

### Herkunft und Familie
Die Familie Josef Schusters ist väterlicherseits seit spätestens Mitte des 16. Jahrhunderts in Unterfranken und im angrenzenden Osthessen ansässig. Schuster ist Sohn des Kaufmanns und Verbandsfunktionärs David Schuster. David und sein Vater, der Kaufmann Julius Schuster, führten das Centralhotel in Bad Brückenau. Dieses wurde 1933 von der örtlichen NSDAP beschlagnahmt. Im Jahr 1937 wurden Julius und David verhaftet und in den Konzentrationslagern Dachau und Buchenwald inhaftiert. Um ihren Grundbesitz „legal“ in den Besitz der Nationalsozialisten zu überführen, wurden sie entlassen, mit der Auflage, Deutschland zu verlassen. Sie emigrierten nach Palästina, wo David als Angestellter einer Baufirma arbeitete.
Josef Schusters Mutter Anita Susanna Grünpeter wurde am 14. November 1914 in Laurahütte in Oberschlesien geboren. Ihre am 26. Juni 1884 als Hedwig Kosderlitz geborene Mutter und ihr am 18. Oktober 1876 geborener Vater Fritz Grünpeter lebten bis 1942 in Gleiwitz und wurden im Konzentrationslager Auschwitz ermordet. Anita Susanna Grünpeter und David Schuster heirateten 1953. Nach Josef Schusters Geburt im Jahr 1954 siedelte die Familie 1956 nach Deutschland über.
Josef Schuster ist seit 1983 verheiratet und hat zwei erwachsene Kinder. Sein 1984 geborener Sohn Aron Schuster wurde bei den Kommunalwahlen in Bayern 2008 für die CSU in den Würzburger Stadtrat gewählt.

### Ärztlicher Beruf
Schuster legte das Abitur am Röntgen-Gymnasium Würzburg ab, beendete an der Julius-Maximilians-Universität Würzburg ein Studium der Humanmedizin, wurde dort mit einer Dissertation zur Säuglingssterblichkeit unter jüdischen und nichtjüdischen Neugeborenen promoviert und absolvierte eine internistische Facharztausbildung am Juliusspital, 1980 bis 1983 unter dem Chefarzt Willibald Schmitt (* 1923), von 1983/1984 bis 1986 in der Röntgenabteilung unter der Chefärztin Annemarie Vliegen. Von 1988 bis 2020 führte Schuster in Würzburg eine Praxis für Innere Medizin. Um mehr Zeit für seine Arbeit als Zentralratspräsident zu haben, übergab Schuster seine Würzburger Praxis für Innere Medizin nach mehr als 32 Jahren zum 30. Juni 2020 an einen Nachfolger, einen Arzt mit palästinensischen Wurzeln. Seinen Notarztdienst in der Region – alle zwei Wochen eine Nacht – macht er jedoch weiter. Er engagiert sich als Arzt auch beim Bayerischen Roten Kreuz und in der Wasserwacht. Schuster war Mitglied der Bioethik-Kommission der Bayerischen Staatsregierung sowie der Zentralen Ethik-Kommission der Bundesärztekammer.

### Öffentliche Funktionen

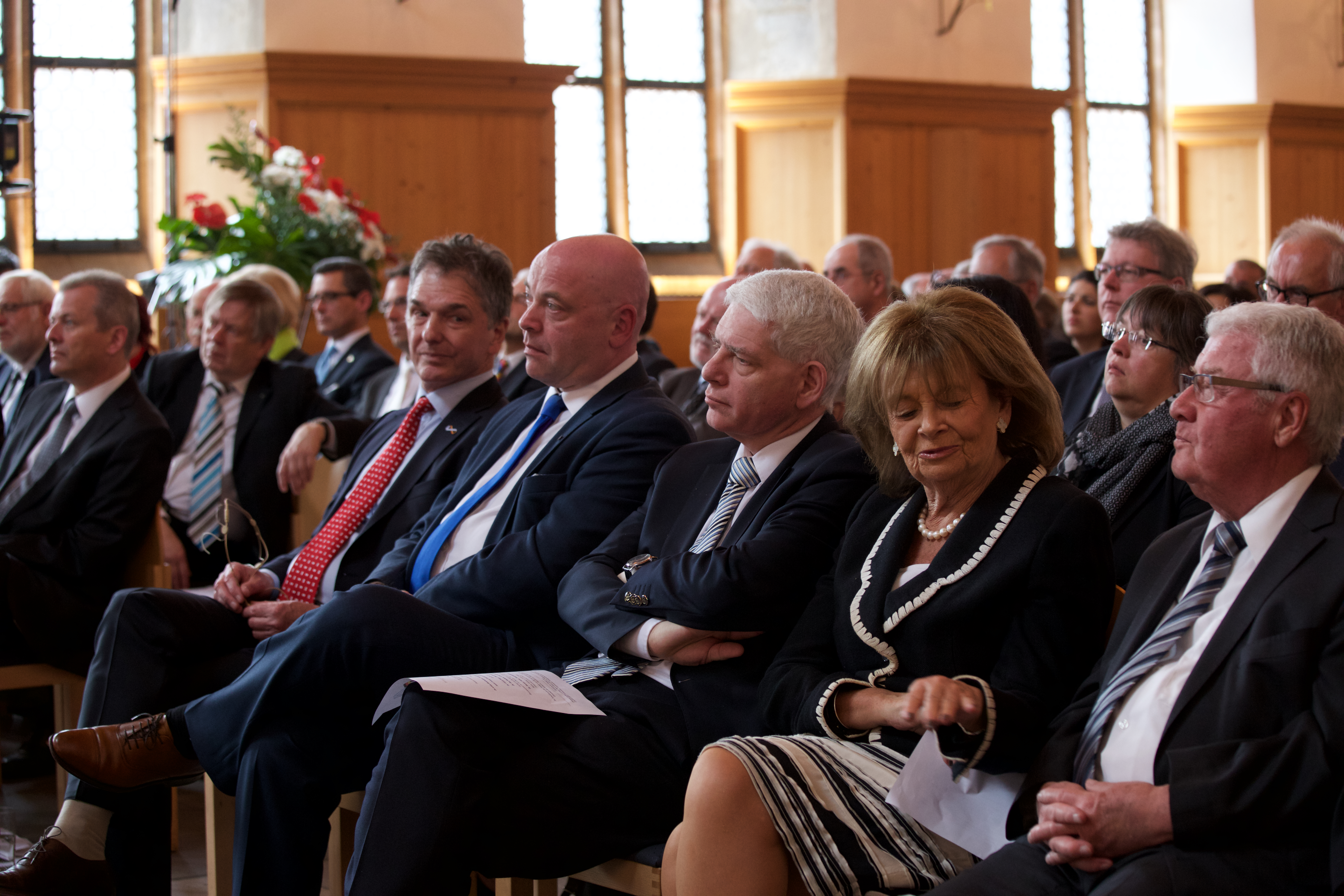
Josef Schuster neben Charlotte Knobloch; ganz links Nürnbergs Oberbürgermeister Ulrich Maly beim Festakt zum 50. Jubiläum der deutsch-israelischen diplomatischen Beziehungen am 17. Mai 2015 im Historischen Rathaussaal in Nürnberg

Im Jahr 1998 wurde Schuster zum Vorsitzenden der jüdischen Gemeinde in Würzburg gewählt, ein Amt, welches bereits sein Vater von 1958 bis 1996 ausgeübt hatte. 2002 erfolgte die Wahl zum Präsidenten des bayerischen Landesverbandes der israelitischen Kultusgemeinden und 2010 zum Vizepräsidenten des Zentralrats der Juden in Deutschland. Ende Oktober 2014 machte der Zentralrat der Juden bekannt, dass Dieter Graumann als Präsident nach vierjähriger Amtszeit zurücktreten und Schuster sein Nachfolger werden wolle. Schuster wurde am 30. November zum Präsidenten des Zentralrats der Juden gewählt.
Am 25. November 2018 wurde Schuster von der Ratsversammlung des Zentralrates der Juden in Deutschland in Frankfurt am Main einstimmig als Präsident wiedergewählt.
Im April 2020 wurde Schuster in den Deutschen Ethikrat berufen.
Am 27. November 2022 wurde Schuster von der Ratsversammlung des Zentralrates der Juden in Deutschland in Frankfurt am Main einstimmig als Präsident für eine dritte Amtszeit wiedergewählt. Nach seiner Wahl kündigte er an, er wolle in den nächsten vier Jahren als Präsident „die positiven Elemente des Judentums in Deutschland stärker in den Vordergrund stellen“. Dazu zähle auch die für das Frühjahr 2024 geplante Eröffnung der Jüdischen Akademie.

## Politische Positionen
Im Februar 2015 betonte Schuster nach den Anschlägen in Paris und Kopenhagen, er sehe derzeit „keinen Grund, warum Juden Deutschland verlassen sollten“. Jüdisches Leben in Deutschland sei weiterhin möglich. Bundeskanzlerin Angela Merkel hatte sich zuvor dankbar für jüdisches Leben in Deutschland gezeigt. Der israelische Ministerpräsident Benjamin Netanjahu hatte in Europa lebende Juden zur Auswanderung aufgerufen.
In der Debatte um die hohe Zahl an Flüchtlingen und Asylbewerbern sprach Schuster sich im November 2015 für Obergrenzen als Notwendigkeit aus: „Über kurz oder lang werden wir um Obergrenzen nicht herumkommen“; er begründete dies auch mit der zunehmenden Schwierigkeit der „Vermittlung unserer Werte“. An Bundeskanzlerin Angela Merkel schrieb er: „Viele der Flüchtlinge fliehen vor dem Terror des Islamischen Staates und wollen in Frieden und Freiheit leben, gleichzeitig aber entstammen sie Kulturen, in denen der Hass auf Juden und die Intoleranz ein fester Bestandteil sind. Denken Sie nicht nur an die Juden, denken Sie an die Gleichberechtigung von Frau und Mann oder den Umgang mit Homosexuellen.“ In einer klarstellenden Erklärung, mit der Schuster auf die Kritik verschiedener Politiker an seiner Forderung reagierte, vermied er das Wort Obergrenze. Gleichzeitig bezeichnete Schuster es als reines Kalkül, wenn in rechtspopulistischen Kreisen das Problem des Antisemitismus vornehmlich bei Flüchtlingen verortet werde.
Im April 2018 sah Schuster das „Vertrauen in Aussagen von hohen Würdenträgern der katholischen Kirche erschüttert“. Grund war die Priesterweihe eines Mannes in der Diözese Eichstätt (der dort ein Jahr zuvor bereits zum Diakon geweiht wurde), der 2013 wegen antisemitischer und rassistischer Aussagen das Würzburger Priesterseminar hatte verlassen müssen. Schuster kritisierte vor allem, dass man bei dieser Entscheidung nicht auch die gleiche kirchliche Kommission wieder mit eingebunden habe, die dem Kandidaten 2013 fehlende Reife für das Priesteramt bescheinigt habe.
Im August 2018 kritisierte Schuster die Haltung der AfD zur Erinnerung an den Holocaust und warf der Parteispitze eine fehlende klare Distanzierung vom thüringischen Fraktionschef Björn Höcke vor, der eine 180-Grad-Wende in der deutschen Erinnerungskultur gefordert hatte. Schuster stellte die Frage, „inwieweit [die AfD-Führung] auf dem Boden der deutschen Demokratie steht“. Ende desselben Monats stellte Schuster fest: „Für Wahlerfolge ist der AfD offenbar jedes Mittel recht, auch wenn dabei die Würde der NS-Opfer mit Füßen getreten wird.“ Anlass war die permanente Störung einer Führung durch die KZ-Gedenkstätte Sachsenhausen seitens fünf bis sechs Personen einer 17-köpfigen Besuchergruppe, die von AfD-Fraktionschefin Alice Weidel auf Kosten des Bundespresseamtes aus ihrem Wahlkreis am Bodensee eingeladen worden war. Die Stiftung Brandenburgische Gedenkstätten beobachtete bei den Störern aus der AfD-Besuchergruppe „manifest rechte und geschichtsrevisionistische Einstellungen und Argumentationsstrategien“, so sei auch die Existenz von Gaskammern in Zweifel gezogen worden. Schuster sagte, AfD-Spitzenpolitiker hätten in der Vergangenheit mehrfach in ihren Äußerungen die NS-Zeit relativiert und zielten darauf ab, „solche Bürger als Anhänger [zu] gewinnen, wie jene in der Besuchergruppe“. Die Politik der AfD sei laut Schuster, „ein gesellschaftliches Klima zu erzeugen, in dem Minderheiten Misstrauen und Abwehr entgegenschlägt“.
Ende April 2018 sagte Schuster auf einer Kundgebung in Berlin anlässlich eines antisemitischen Übergriffs im Bezirk Prenzlauer Berg, dass Juden in Deutschland jeden Tag mit Antisemitismus konfrontiert seien, und forderte ein Ende der Toleranz gegenüber jenen, die sich den grundgesetzlich festgelegten Spielregeln widersetzten. Er fügte an: „Wir haben uns in Deutschland viel zu gemütlich eingerichtet. Ein bisschen Antisemitismus, ein bisschen Rassismus, ein bisschen Islam-Feindlichkeit – ist doch alles nicht so schlimm? Doch, es ist schlimm. Deshalb fordere ich 100 Prozent Respekt.“
Im Dezember 2019 äußerte Schuster, er sehe bei der Strafverfolgung antisemitischer Delikte in Deutschland „bei der Justiz ein ganz erhebliches Defizit“. Mitunter scheine man „geradezu strafmildernde Gründe zu suchen“. In der Schule sollten Juden nicht nur auf den Holocaust reduziert werden, sondern es sei wichtig, „Werte zu vermitteln und Wissen über das Judentum“, da „Juden seit 1700 Jahren in Deutschland leben und zur deutschen Kultur gehören“. Eine Parallele zum Klimawandel zog Schuster im Hinblick auf eine notwendige anzustrebende Bewusstseinsbildung in der Gesellschaft beim Kampf gegen Antisemitismus: Auch sei in den „Vor-Greta-Thunberg-Zeiten“ das Thema Klimawandel nicht so auf der Tagesordnung gewesen wie heute. Mit Blick auf Juden, die sich der AfD anschließen, da diese Partei sich gegen Muslime positioniert, sagte Schuster: „Der Feind meines Feindes ist noch lange nicht mein Freund. Und ich lehne es ab, Muslime pauschal als Feinde von Juden zu sehen.“
Im Mai 2021 sagte Schuster, dass die „sogenannten Querdenker […] von Rechtsextremisten und -populisten unterwandert“ seien. Politiker der AfD würden sich „ganz offen dazu“ bekennen, und auch „Impfgegner, Esoteriker und christliche Fundamentalisten“ stiegen, so Schuster, „mit ins Boot“: „Der gemeinsame Feind, das Böse, wenn Sie so wollen, sind in diesen Kreisen schnell die Juden“. „Diese neuen Allianzen“ beobachte er „mit großer Sorge“.

## Schriften
- Zur Sterblichkeit jüdischer und nichtjüdischer Säuglinge. Dissertation an der Universität Würzburg, Medizinische Fakultät, 1980.

## Auszeichnungen
- 2006: Bundesverdienstkreuz am Bande
- 2010: Bayerischer Verdienstorden
- 2018: Sidney Lefkowitz Award des American Jewish Committee
- 2021: Deutscher Kulturpolitikpreis[34]
- 2021: Bundesverdienstkreuz 1. Klasse[35]
- 2023: Ehrenbürgerwürde der Stadt Würzburg[36]
- 2024: Ehrendoktorat der Julius-Maximilians-Universität Würzburg[37]
- 2025: Augsburger Friedenspreis